# Kim Dong-hwan
Kim Dong-hwan (* 14. Februar 1984 in Seoul) ist ein südkoreanischer Eishockeyspieler, der seit 2017 bei den Tōhoku Free Blades in der Asia League Ice Hockey unter Vertrag steht.

## Karriere
Kim Dong-hwan begann seine Karriere als Eishockeyspieler in der Mannschaft der Joon-dong Highschool. 2002 wechselte er für vier Jahre zur Korea University, mit der er 2003 den südkoreanischen Pokalwettbewerb gewinnen konnte. Nach Beendigung seines Studiums ging er 2006 zu Kangwon Land, das sich seit 2007 High1 nennt, in die Asia League Ice Hockey. Mit der Mannschaft konnte er 2007 und 2008 erneut den südkoreanischen Eishockeypokal erringen. 2012 zog es ihn zu Anyang Halla, der stärksten südkoreanischen Mannschaft in der Asia League Ice Hockey. Er kehrte aber bereits nach einer Spielzeit zu High1 zurück. 2017 wechselte er auf die andere Seite des Japanischen Meeres und schloss sich den Tōhoku Free Blades an.

### International
Für Südkorea nahm Jung Byung-cheon bereits an den U18-Weltmeisterschaften 2001 in der Asien-Ozeanien-Division und 2002 in der Division II sowie den U20-Weltmeisterschaften 2003 in der Division III und 2004 in der Division II teil. Sein Debüt in der Herren-Nationalmannschaft gab er bei der Weltmeisterschaft 2006 in der Division II. Auch 2007 und 2009 spielte er in der Division II. In der Division I stand er 2010, 2012, als er die beste Plus/Minus-Bilanz des Turniers aufwies, 2013 und 2014 auf dem Eis. 2012 und 2013 fungierte er dabei als Mannschaftskapitän der Südkoreaner. Zudem vertrat er seine Farben beim Qualifikationsturnier für die Olympischen Winterspiele 2014 in Sotschi und bei den Winter-Asienspielen 2011, bei denen hinter Kasachstan und Japan die Bronzemedaille heraussprang.

## Erfolge und Auszeichnungen
- 2001 Gewinn der Asien-Ozeanien-Division der U18-Weltmeisterschaft und Aufstieg in die Division III
- 2002 Aufstieg in die Division II bei der U18-Weltmeisterschaft der Division III
- 2003 Südkoreanischer Pokalsieger mit der Korea University
- 2003 Aufstieg in die Division II bei der U20-Weltmeisterschaft der Division III
- 2007 Südkoreanischer Pokalsieger mit High1
- 2007 Aufstieg in die Division I bei der Weltmeisterschaft der Division II, Gruppe B
- 2008 Südkoreanischer Pokalsieger mit High1
- 2009 Aufstieg in die Division I bei der Weltmeisterschaft der Division II, Gruppe B
- 2010 Gewinn der Asia League Ice Hockey mit Anyang Halla
- 2011 Gewinn der Asia League Ice Hockey mit Anyang Halla
- 2011 Bronzemedaille bei den Winter-Asienspielen
- 2012 Aufstieg in die Division I, Gruppe A, bei der Weltmeisterschaft der Division I, Gruppe B
- 2012 Beste Plus/Minus-Bilanz der Weltmeisterschaft der Division I, Gruppe B

## Asia-League-Statistik
(Stand: Ende der Saison 2017/18)